# جانی کول (فیلم)
جانی کول (انگلیسی: Johnny Cool) فیلمی در ژانر اکشن، درام، و نئو-نوآر به کارگردانی ویلیام اشر است که در سال ۱۹۶۳ منتشر شد.

## بازیگران
- هنری سیلوا
- الیزابت مونت‌گومری
- ریچارد اندرسون
- جوئی بیشاپ
- برد دکستر
- مارک لارنس
- تلی ساوالاس
- سامی دیویس جونیور
- فرانک آلبرستون
- الیشا کوک جونیور
- رابرت آرمسترانگ
- داگلاس دامبریل
- جوزف کالیا
- جو تارکل
- جیم بکوس
- ماریو سیلتی
- مورت سال